# 豪洛希·欧利韦尔
豪洛希·欧利韦尔（匈牙利語：Halassy Olivér，1909年7月31日—1946年9月10日），匈牙利男子水球运动员。他曾代表匈牙利参加1928年、1932年和1936年夏季奥林匹克运动会水球比赛，共获得二枚金牌和一枚银牌。